# 野知浩之
野知 浩之（のち ひろゆき、1908年（明治41年）7月2日 - 1994年（平成6年）9月9日）は、昭和期の農林技官、政治家。参議院議員（1期）、農学博士。

## 経歴
福島県出身。1935年（昭和10年）東京帝国大学農学部を卒業した。
福島県農地部耕地課長、農林省農地局開墾建設課長、同かんがい排水課長、農林省仙台農地事務局長などを歴任した。
1962年（昭和37年）7月の第6回参議院議員通常選挙で全国区に自由民主党公認で出馬して当選し、参議院議員に1期在任した。この間、参議院農林水産委員長などを務めた。
その他、全国土地改良事業団体連合会顧問、全国農業土木技術連盟顧問、全国農業土木コンサルタンツ顧問などを務めた。
1978年（昭和53年）秋の叙勲で勲三等旭日中綬章受章。
1994年（平成6年）9月9日死去、86歳。死没日をもって従六位から従四位に叙される。

## 著作
- 『設計の手引 頭首工』土地改良新聞社、1961年。
- 『設計の手引 重力ダム』土地改良新聞社、1964年。